# Campeonato Mundial de Halterofilismo de 2014 - Até 94 kg masculino
A categoria até 94 kg masculino foi um evento do Campeonato Mundial de Halterofilismo de 2014, disputado no Palácio de Esportes Baluan Sholak, em Almaty, no Cazaquistão, entre 13 e 14 de novembro de 2014. 

## Calendário
Horário local (UTC+6) 
| Dia            | Horário | Fase    |
| -------------- | ------- | ------- |
| 13 de novembro | 09:00   | Grupo D |
| 13 de novembro | 21:00   | Grupo C |
| 14 de novembro | 13:00   | Grupo B |
| 14 de novembro | 19:00   | Grupo A |

## Medalhistas
| Evento    | Ouro                       | Ouro   | Prata                      | Prata  | Bronze                 | Bronze |
| --------- | -------------------------- | ------ | -------------------------- | ------ | ---------------------- | ------ |
| Arranque  | Aurimas Didžbalis (LTU)    | 185 kg | Zhassulan Kydyrbayev (KAZ) | 179 kg | Rinat Kireev (RUS)     | 176 kg |
| Arremesso | Zhassulan Kydyrbayev (KAZ) | 229 kg | Liu Hao (CHN)              | 221 kg | Vadzim Straltsou (BLR) | 216 kg |
| Total     | Zhassulan Kydyrbayev (KAZ) | 408 kg | Aurimas Didžbalis (LTU)    | 399 kg | Vadzim Straltsou (BLR) | 392 kg |

## Recordes
Antes desta competição, o recorde mundial da prova era o seguinte:
| Recorde         | Tipo      | Atleta                    | Peso   | Local  | Data                   |
| Recorde Mundial | Arranque  | Akakios Kakiasvilis (GRC) | 188 kg | Atenas | 27 de novembro de 1999 |
| Recorde Mundial | Arremesso | Szymon Kołecki (POL)      | 232 kg | Sófia  | 29 de abril de 2000    |
| Recorde Mundial | Total     | Akakios Kakiasvilis (GRC) | 412 kg | Atenas | 27 de novembro de 1999 |

## Resultado
Os resultados foram os seguintes. 
| Pos.              | Atleta                     | Grupo | Peso  | Arranque (kg) | Arranque (kg) | Arranque (kg) | Arranque (kg)     | Arremesso (kg) | Arremesso (kg) | Arremesso (kg) | Arremesso (kg)    | Total |
| Pos.              | Atleta                     | Grupo | Peso  | 1             | 2             | 3             | Resultado         | 1              | 2              | 3              | Resultado         | Total |
| ----------------- | -------------------------- | ----- | ----- | ------------- | ------------- | ------------- | ----------------- | -------------- | -------------- | -------------- | ----------------- | ----- |
| Medalha de ouro   | Zhassulan Kydyrbayev (KAZ) | A     | 93.89 | 175           | 179           | 182           | Medalha de prata  | 215            | 221            | 229            | Medalha de ouro   | 408   |
| Medalha de prata  | Aurimas Didžbalis (LTU)    | A     | 93.20 | 175           | 181           | 185           | Medalha de ouro   | 214            | 218            | 218            | 4                 | 399   |
| Medalha de bronze | Vadzim Straltsou (BLR)     | A     | 93.62 | 170           | 176           | 179           | 4                 | 207            | 216            | 224            | Medalha de bronze | 392   |
| 4                 | Rinat Kireev (RUS)         | A     | 93.61 | 169           | 174           | 176           | Medalha de bronze | 211            | 214            | 224            | 5                 | 390   |
| 5                 | Liu Hao (CHN)              | A     | 93.59 | 165           | 165           | 173           | 14                | 215            | 221            | 221            | Medalha de prata  | 386   |
| 6                 | Tomasz Zieliński (POL)     | A     | 93.28 | 168           | 172           | 174           | 7                 | 208            | 211            | 214            | 6                 | 383   |
| 7                 | Dmytro Chumak (UKR)        | A     | 93.29 | 173           | 177           | 178           | 5                 | 205            | 210            | 215            | 7                 | 383   |
| 8                 | Anatolie Cîrîcu (MDA)      | A     | 93.32 | 162           | 167           | 170           | 9                 | 210            | 216            | 216            | 8                 | 380   |
| 9                 | Vasil Gospodinov (BUL)     | B     | 93.53 | 166           | 173           | 177           | 6                 | 196            | 196            | 204            | 10                | 377   |
| 10                | Aliaksandr Bersanau (BLR)  | A     | 92.41 | 166           | 170           | 173           | 8                 | 200            | 200            | 205            | 9                 | 375   |
| 11                | Ragab Abdelhay (EGY)       | A     | 93.35 | 162           | 167           | 170           | 10                | 203            | 203            | —              | 11                | 373   |
| 12                | Žygimantas Stanulis (LTU)  | C     | 93.83 | 163           | 170           | 170           | 11                | 191            | 196            | 203            | 12                | 373   |
| 13                | Dadash Dadashbayli (AZE)   | B     | 93.55 | 160           | 165           | 168           | 13                | 200            | 209            | 210            | 15                | 365   |
| 14                | Colin Burns (USA)          | B     | 93.44 | 162           | 167           | 169           | 12                | 193            | 193            | 198            | 17                | 362   |
| 15                | Jasurbek Jumaýew (TKM)     | B     | 93.66 | 159           | 159           | 164           | 21                | 195            | 199            | 202            | 13                | 361   |
| 16                | Jung Hyeon-seop (KOR)      | B     | 92.68 | 160           | 160           | —             | 18                | 200            | —              | —              | 14                | 360   |
| 17                | Sarat Sumpradit (THA)      | B     | 93.74 | 155           | 161           | 164           | 17                | 193            | 196            | 196            | 18                | 354   |
| 18                | David Matam (FRA)          | B     | 93.17 | 155           | 160           | 163           | 19                | 190            | 193            | 195            | 16                | 353   |
| 19                | Víctor Quiñones (CUB)      | D     | 93.29 | 154           | 159           | 162           | 15                | 185            | 191            | 197            | 19                | 353   |
| 20                | Endri Haxhihyseni (ALB)    | C     | 93.44 | 155           | 162           | 165           | 16                | 181            | 186            | 190            | 23                | 348   |
| 21                | Nika Nanadze (GEO)         | C     | 93.50 | 153           | 156           | 159           | 23                | 183            | 187            | 193            | 21                | 343   |
| 22                | Marco Gregório (BRA)       | B     | 90.95 | 157           | 157           | 163           | 22                | 185            | 193            | 193            | 24                | 342   |
| 23                | Saddam Messaoui (ALG)      | C     | 91.08 | 150           | 155           | 157           | 24                | 180            | 185            | 186            | 22                | 341   |
| 24                | Sopot Sula (ALB)           | C     | 90.35 | 145           | 152           | 157           | 25                | 180            | 185            | 187            | 20                | 339   |
| 25                | Christos Saltsidis (GRE)   | C     | 93.75 | 150           | 150           | 155           | 27                | 180            | 185            | 190            | 25                | 335   |
| 26                | Abbas Al-Qaisoum (KSA)     | D     | 91.66 | 144           | 146           | 149           | 29                | 171            | 178            | 181            | 28                | 330   |
| 27                | Trần Văn Hóa (VIE)         | D     | 93.19 | 145           | 150           | 151           | 31                | 180            | 184            | 190            | 27                | 329   |
| 28                | Owen Boxall (GBR)          | D     | 93.03 | 143           | 148           | 151           | 30                | 173            | 178            | 183            | 29                | 326   |
| 29                | Gábor Vaspöri (HUN)        | D     | 93.67 | 140           | 145           | 148           | 32                | 175            | 180            | 180            | 30                | 320   |
| 30                | Bence Simon (HUN)          | D     | 88.39 | 130           | 130           | 130           | 33                | 160            | 165            | 165            | 31                | 290   |
| —                 | İbrahim Arat (TUR)         | B     | 93.42 | 160           | 160           | 163           | 20                | 195            | 195            | 196            | —                 | —     |
| —                 | Darwin Pirela (VEN)        | D     | 91.80 | 150           | 155           | 155           | 26                | —              | —              | —              | —                 | —     |
| —                 | Miika Antti-Roiko (FIN)    | C     | 93.84 | 150           | 154           | 154           | 28                | 191            | 191            | —              | —                 | —     |
| —                 | Douglas Santos (BRA)       | C     | 93.81 | 145           | 145           | 145           | —                 | 185            | 190            | —              | 26                | —     |
| —                 | Leho Pent (EST)            | B     | 93.96 | 160           | 160           | 160           | —                 | —              | —              | —              | —                 | —     |
| —                 | Adrian Zieliński (POL)     | A     | 93.43 | 175           | 175           | 176           | —                 | —              | —              | —              | —                 | —     |
| —                 | Yaroslav Chernyshov (UKR)  | B     | 88.24 | 160           | 160           | 160           | —                 | —              | —              | —              | —                 | —     |
| DSQ               | Vladimir Sedov (KAZ)       | A     | 93.24 | 180           | 185           | 188           | —                 | 215            | 215            | 219            | —                 | —     |